# Катран-товстошип
Катран-товстошип (Squalus crassispinus) — акула з роду Катран родини Катранові. Інша назва «гладкий катран».

## Опис
Загальна довжина досягає 58 см. Голова широка та коротка. Ширина голови сягає 11,3 % довжини тіла. Очі помірно великі, овальні, горизонтальної форми. Передній носовий клапан сильно розгалужено. Рот помірно широкий, ширина в 2,1-2,4 рази більше відстані від кінчика морди до лінії рота. Зуби однакові на обох щелепах, витягнуті, доволі гострі. У неї 5 пар зябрових щілин. Тулуб стрункий. Осьовий скелет налічує 109—110 хребців. Має 2 спинних плавця з шипами й короткими внутрішніми краями. Основи, з яких виступають шипи, дуже широкі — до 1,5 % довжині тіла. Хвостовий плавець не має характерно для багатьох акул вимпела на верхній лопаті. Анальний плавець відсутній.
Забарвлення спини та боків сіре, іноді з бронзовим відливом. З боків — плавно переходить у світло-сірий або попільний колір на череві. Кінчики спинних плавців трохи темніше за спину. Уздовж заднього краю хвостового плавця присутня білувата облямівка.

## Спосіб життя
Тримається на глибині від 180 до 265 м, на континентальному шельфі. Доволі активно акула. Полює здобич біля дна. Живиться креветками, рачками, раками, лангустами, кальмарами, дрібними восьминогами, костистою рибою, морськими черв'яками.
Статева зрілість настає при розмірі 44 см. Це яйцеживородна акула.

## Розповсюдження
Мешкає біля узбережжя північно-західної Австралії (в акваторії м. Порт-Гедленд). Ареал складає 10 тис. км².